# Правоговор
Правоговорът е форма на книжовния език, която се отнася до неговата вербална употреба. Правоговорните норми имат отношение към изговора на думите, словосъчетанията, гласните и съгласните, особено краесловните гласни, също така интонацията, паузите, яснотата на изговор, правилното учленяване.
Правоговор се изисква в сценичните изкуства, медиите и е признак за добра езикова култура. Правоговор се преподава в някои от специалностите на НАТФИЗ.